# Птицы на почтовых марках

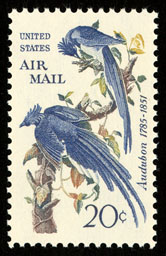
После появления пилотируемых летательных аппаратов почтовые администрации часто использовали птиц в качестве иллюстраций для марок авиапочты

Тема «Пти́цы на почто́вых ма́рках» — совокупность филателистических материалов (знаков почтовой оплаты, почтовых карточек, штемпелей и пр.), посвящённых птицам или связанных с ними. Почтовые марки с изображением птиц — почтовые марки, на которых изображена одна или несколько птиц. Это популярная область тематического коллекционирования.

## История

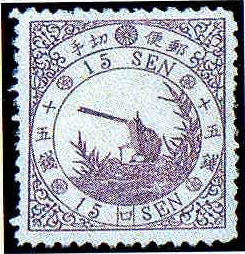
Почтовая марка Японии с изображением трясогузки, 1875 г.

Птицы начали появляться на почтовых марках к 1875 году, когда Япония эмитировала серию из трёх марок со стилизованными изображениями трёх видов птиц: белой трясогузки, ястреба-тетеревятника и гуменника.
Первые почтовые марки США данной тематики с изображением орла с распростёртыми крыльями вышли в 1869 году ( (Sc #116) и  (Sc #121)) и были предназначены для обычного почтового обращения.
Великобритания выпустила первую почтовую марку с изображением птиц в честь «Недели природы» в 1963 году.
По состоянию на 2003 год по всему миру было выпущено более 10 тысяч почтовых марок с изображением птиц.

## Коллекционеры
Известным коллекционером является Крис Гиббинс (Chris Gibbins), в коллекции которого, включающей свыше двенадцати тысяч почтовых марок, представлено около трёх тысяч видов птиц.

## Организации
К организациям, связанным с этой областью коллекционирования, относятся Американская тематическая ассоциация и Общество коллекционеров почтовых марок с изображением птиц (англ. The Bird Stamp Society).